# Adrian Hasler
Pour les articles homonymes, voir Hasler (homonymie).
Adrian Hasler, né le 11 février 1964 à Vaduz (Liechteinstein), est un homme politique liechtensteinois, membre du Parti progressiste des citoyens (FBP) et chef du gouvernement du Liechtenstein du 27 mars 2013 au 25 mars 2021.